# Маршалл (аэропорт, Аляска)
Аэропорт Маршалл, также известный как Аэропорт Маршалл имени Дона Хантера (англ. Marshall Don Hunter Sr. Airport), (ИАТА: MLL, ИКАО: PADM, FAA LID: MDM, formerly 3A5) — государственный гражданский аэропорт, расположенный в 3,7 километрах к юго-востоку от центрального делового района города Маршалл (Аляска), США.

## Операционная деятельность
Аэропорт Маршалл имени Дона Хантера занимает площадь в 162 гектар, расположен на высоте 31 метров над уровнем моря и эксплуатирует одну взлётно-посадочную полосу:
- 7/25 размерами 976 х 30 метров с гравийным покрытием.